# Empoasca plectilis
Empoasca plectilis är en insektsart som beskrevs av Rowland Southern 1982. Empoasca plectilis ingår i släktet Empoasca och familjen dvärgstritar. Inga underarter finns listade i Catalogue of Life.